# Владица Рабреновић
Владица Рабреновић (14. фебруар 1963) српски је рели возач и носилац Златне кациге Спортског ауто и картинг савеза Србије.
Своју каријеру у рели спорту започиње 1982. године у возилу Застава 750. Након прве године у релију од 1983. до 1986. наступа са возилом Сузуки свифт 1300. Каријеру наставља у другом возилу и од 1997. до 2003. године релије вози у Застави Југо. Увидевши да успех за успех у рели спорту захтева и боље возило он се од 2004. па до 2007. године такмичи у Шкоди фелицији коју 2008. мења за Рено клио рањоти.
Од 2008. године започиње веома успешне године у рели спорту. 2009, 2010. и 2011. Владица постаје Шампион Србије у генералном пласману, 2009, 2010. и 2011. Шампион Србије, класа Н3 до 2000ccm и као круна успеха 2011. Златна Кацига САКСС.

## Највећи успеси
- Треће место у Шампионату Србије, класа 1.4 група Н2 (2004)
- Треће место у Шампионату Србије, класа 1.4 група А5 (2005)
- Треће место у Шампионату Србије, класа 1.4 група А5 (2006)
- Вице шампион у Шампионату Србије, класа А5, Шкода фелиција (2007)
- Вице шампион у Шампионату Србије, класа Н3, Рено клио (2008)
- Шампион Србије у генералном пласману и класи Н3, Рено клио (2009)
- Шампион Србије у генералном пласману и класи Н3, Рено клио (2010)
- Учествовао на релију у склопу Шампионата Света (WRC) (2010)[3]
- Шампион Србије у генералном пласману и класи Н3, Рено клио (2011)[4]
- Шампион Србије у генералном пласману и класи Н3, Рено клио (2012)[5]